# Longan
Longan ((Dimocarpus longan) fra kinesisk (putonghua: 龙眼, lóngyǎn, kantonesisk 龍眼, lùhng ngáahn, drageøjne) er navnet på et træ og dettes frugter. Træet stammer oprindeligt fra det sydlige Kina men nu findes det også i Sydøstasien og Indonesien. Træet bærer frugter på samme tidspunkt som litchi. 

## Kendetegn
Longan er et mellemstort, stedsegrønt træ med en bred og uregelmæssig vækst. Barken er først lysegrå på grund af et fint hårlag. Senere bliver den rødbrun, og gamle grene kan få en lysegrå og fint furet bark. Knopperne sidder spredt, og de er små og kuglerunde. Bladene er ligefinnede, helrandede og læderagtige. Begge bladsider er græsgrønne. Blomsterne er samlet i store stande, som kan være endestillede eller kan udspringe fra bladhjørnerne. De enkelte blomster er 5-tallige, uanselige og énkønnede med sammenvoksede bægerblade og mælkeagtigt hvide kronblade. Frugten er en stenfrugt, hvor kernen er blank og sort, frugtkødet er mælkehvidt og saftigt og skindet er gulplettet til rødligt.
Rodsystemet består af grove hovedrødder, der når langt ud og dybt ned (hjerterod), og grove, højtliggende siderødder. Frugterne minder en del om Litchi, og de har også en sød og aromatisk, men helt anderledes smag. Træet har sit navn, fordi frugterne ligner øjne. Når man skræller den, er frugten rund og hvid med en sort sten i midten der ligner en pupil (se nedenfor).
Longantræerne bliver ca. 10 m høje (men enkelte eksemplarer på 40 m er set) og næsten lige så brede i kronen.

## Hjemsted
Longan har sit naturlige voksested i Kina (Guangdong, Guangxi, Hainan og Yunnan). Den er i udbredt dyrkning fra Sydkina over Cambodia, Indien, Indonesien, Laos, Malaysia, Myanmar, Filippinerne, Sri Lanka og Thailand til Vietnam. Arten er naturaliseret i New Guinea. Arten er knyttet til de blandede skove i Sydkina, hvor der er frugtbar jord, og hvor der falder rigeligt med monsunregn hver sommer. På bjergskråningerne i  ”New Terrritories” i Hong Kong, Kina, vokser der subtropiske eller næsten tropiske skove. Her findes arten sammen med en række andre arter, som er næsten ukendte i Danmark. Blandt dem er disse: Aporusa dioica, Aquilaria sinensis, Ardisia quinquegona (en art af Evighedsbær), Canthium dicoccum, Endospermum chinense, Kamfertræ, Nauclea officinalis, Popowia pisocarpa, Psychotria asiatica, Pygeum topengii, Schefflera heptaphylla (en art af Paraplytræ), Sterculia lanceolata, Syzygium hancei (en art af Kryddernellike), Uvaria microcarpa og Xylosma longifolium

## Galleri
|  |  |
|  |  |

## Note
1. ↑  Fung Shui Woods in Hong Kong Arkiveret 31. december 2013 hos  Wayback Machine – en grundigt gennemgang af de sidste skove i Hong Kong-området (engelsk)